# Liste der Bodendenkmäler im Weigler
Auf dieser Seite sind die Bodendenkmäler in dem unterfränkischen gemeindefreien Gebiet Weigler zusammengestellt. Diese Tabelle ist eine Teilliste der Liste der Bodendenkmäler in Bayern. Grundlage ist die Bayerische Denkmalliste, die auf Basis des Bayerischen Denkmalschutzgesetzes vom 1. Oktober 1973 erstmals erstellt wurde und seither durch das Bayerische Landesamt für Denkmalpflege geführt wird. Die folgenden Angaben ersetzen nicht die rechtsverbindliche Auskunft der Denkmalschutzbehörde.

## Bodendenkmäler im Weigler
| Lage                                    | Objekt                                                                                                 | Akten-Nr.     | Bild |
| --------------------------------------- | --- | ------------- | ---- |
| Südöstlich von Wargolshausen (Standort) | Bestattungsplatz mit Grabhügeln vorgeschichtlicher Zeitstellung Teile auch auf Wargolshäuser Gemarkung | D-6-5628-0061 |      |